# Habronestes grimwadei
Habronestes grimwadei är en spindelart som först beskrevs av Dunn 1951.  Habronestes grimwadei ingår i släktet Habronestes och familjen Zodariidae. Inga underarter finns listade i Catalogue of Life.